# Jürgen Muthig
Jürgen Muthig (* 12. November 1961 in Langen, Hessen) ist ein deutscher Hochschulprofessor. Er lehrt Technische Kommunikation und Dokumentation an der Hochschule Karlsruhe – Technik und Wirtschaft. Gemeinsam mit Robert Schäflein-Armbruster entwickelte Muthig die Funktionsdesign-Methode. Darüber hinaus war er von 2008 bis 2016 Vorsitzender der Gesellschaft für Technische Kommunikation (tekom) sowie von 2013 bis 2017 Präsident der European Association for Technical Communication (tekom Europe).

## Leben und Wirken
Jürgen Muthig studierte Germanistik, Geschichte und Philosophie an der Universität Frankfurt und der Universität Tübingen, bevor er ein Auslandsjahr als Gastdozent an der Tufts University in Boston, Massachusetts verbrachte. 1990 begann er seine Tätigkeit als freiberuflicher Dozent und Berater für Standardisierungskonzepte in der Technischen Kommunikation und war 1995 Mitbegründer und nachfolgend als einer der beiden geschäftsführenden Gesellschafter der Beratungsfirma Tanner Consulting tätig. Gemeinsam mit seinem Kollegen Schäflein-Armbruster entwickelte er die Funktionsdesign-Methode, eine Standardisierungstechnik für Technische Dokumentation.
1997 wurde Muthig auf die Professur „Technische Dokumentation und Technischer Journalismus“ an der Fachhochschule Karlsruhe – Technik und Wirtschaft, Fakultät für Informationsmanagement und Medien berufen. Hier leitete er acht Jahre lang die Diplom- und Diplomaufbau-Studiengänge „Technische Redaktion“ und ist heute Auslandsbeauftragter und Leiter des Praktikantenamts der Bachelor- und Masterstudiengänge Kommunikation und Medienmanagement (KMM). Außerdem befindet sich das berufsbegleitende Kontaktstudium „Technische Dokumentation“ unter seiner Leitung. Seine Fachgebiete sind Standardisierungsmethoden, Usability Engineering und klassische Dokumentationserstellung.
Seit 1990 ist Muthig Mitglied der Gesellschaft für Technische Kommunikation (tekom), für die er seither in Ressorts und Arbeitsgruppen aktiv tätig war. Von 2008 bis 2016 war er deren Vorsitzender. Von 2013 bis 2017 war er Präsident der neu gegründeten European Association for Technical Communication (tekom Europe).

## Publikationen
Herausgebertätigkeit
- Standardisierungsmethoden für die Technische Dokumentation. Schmidt-Römhild, Lübeck 2008, ISBN 978-3-7950-7066-3.

Aufsätze (Auswahl)
- Neue Perspektiven. Technischer Redakteur als Informationsmanager. In: technische kommunikation. Jg. 21, Nr. 6, 1999, ISSN 1436-1809, S. 38, 39, 46.
- Studium an der FH Karlsruhe. Technische Dokumentation an Fachhochschulen (4). In: technische kommunikation. Jg. 22, Nr. 2, 2000, ISSN 1436-1809, S. 32–35.
- Technical communication at the watershed. In: Rita Temmerman, Madeline Lutjeharms (Hrsg.): Trends in special language & language technology. Standaard Editions, Antwerpen 2001, ISBN 90-02-17741-0, S. 65–85.
- Über den Umgang mit dem Passiv. In: technische kommunikation. Jg. 24, Nr. 5, 2002, ISSN 1436-1809, S. 10/11.
- Technische Kommunikation an deutschsprachigen Hochschulen. In: Jörg Hennig, Marita Tjarks-Sobhani (Hrsg.): Aus- und Weiterbildung für Technische Kommunikation. Schmidt-Römhild, Lübeck 2006, ISBN 3-7950-7030-9, S. 46–66.
- Firmenspezifische Standards als Eigenentwicklung. In: Jürgen Muthig (Hrsg.): Standardisierungsmethoden für die Technische Dokumentation. Schmidt-Römhild, Lübeck 2008, ISBN 978-3-7950-7066-3, S. 7–10.
- mit Stefan Hulitschke: Akkreditierte Bildungsträger in der Technischen Kommunikation II. Weiterbildung für Technische Redakteure. In: technische kommunikation. Jg. 32, Nr. 3, 2010, ISSN 1436-1809, S. 45 ff.
- Technical documentation needs standardization. Creating guidelines for technical communication. In: tcworld.info. Mai 2011, abgerufen am 3. August 2015.
- mit Robert Schäflein-Armbruster: Merkmale von Zielgruppen und Technischer Dokumentation verknüpfen. Weil Redakteure verstehen müssen, was sich Nutzer wünschen. In: technische kommunikation. Jg. 34, Nr. 4, 2012, ISSN 1436-1809, S. 18–25.